# Anthurium victorii
Anthurium victorii là một loài thực vật có hoa trong họ Ráy (Araceae). Loài này được Nadruz & Cath. mô tả khoa học đầu tiên năm 2006.